# Halmfläterskan (novell)
Halmfläterskan är en novell skriven av Guy de Maupassant. Originaltiteln är La Rempailleuse och gavs ut år 1882. Novellen skildrar ifall man kan älska någon på riktigt en eller flera gånger. Genom en tillbakablick framställs det att man kan älska någon på riktigt endast en gång i sitt liv.

## Bakgrund
Maupassant var en populär författare som var känd för sina moderna, korta noveller. Många av hans noveller skildrar hur han upplevde det fransk-preussiska kriget. Några andra verk Maupassant var känd för är Fettpärlan och Mademoiselle Fifi. 

## Handling
En middag hos markisen av Bertrans förvandlas till en livlig diskussion när kvinnorna och männen, som har olika åsikter, börjar diskutera om passionerad kärlek. Detta får doktorn vid bordet att berätta en historia om en flicka som var halmfläterska och hur hon under femtiofem år endast älskade en man vid namnet Chouquet. Halmfläterskan träffade Chouquet när de var små och hon gav sina pengar till honom eftersom han var ledsen. Efter det samlade hon alltid sina pengar för att kunna ge dem till Chouquet. Men en gång när hon kom till honom för att hälsa på var han borta. När hon sedan fann Chouquet hälsade han inte på henne. När den stackars flickan fick reda på att Chouquet hade en hustru brast det för henne och hon kastade sig i en damm. På detta sätt fick hon träffa Chouquet eftersom han skulle hjälpa henne. Fastän han fortfarande var iskall mot henne älskade hon honom med hela sitt hjärta. Vid sin dödsbädd berättade hon att alla hennes ägodelar och pengar skulle gå till Chouquet. Däremot brydde han sig inte om hennes saker utan tog bara pengarna. Novellen slutar med att doktorn avslutar sin berättelse och markisinnan säger: ”Vad andra än säger, det är bara kvinnor som vet vad det vill säga att älska!”

## Karaktärer
I novellen förekommer olika rollfigurer, både huvudpersoner och bipersoner. Huvudpersonen i berättelsen är halmfläterskan. Hon beskrivs som en fattig flicka med trasiga kläder. Det framgår även att hon är kärleksfull av sig och att hon har svårt att släppa taget om Chouquet.
Chouquet, den lille apotekaren, är en av bipersonerna. Han är den som halmfläterskan faller för, men dock är inte hennes kärlek besvarad. I början av novellen får man inte en tydlig bild av Chouquet men mot slutet förstår man att han är snobbig och dryg. 
I novellen förekommer bipersoner som markisen, markisinnan och doktorn, men även de personer som sitter vid markisens bord. Man får inte reda på mycket om dessa karaktärer, eftersom de inte har en viktig roll i novellen.

## Språk och stil
Mittendelen i novellen, som är doktorns historia om halmfläterskan, följer en klassisk uppbyggnad:
•	Exposition (beskrivning av personer och miljö)
•	Konflikt (det uppstår någon form av problem)
•	Stegring (”spänningen stiger”)
•	Peripeti/vändpunkt (något avgörande händer som påverkar händelseförloppet)
•	Upplösning (hur det gick)
I novellen förekommer liknelser (”den var som ett blixtnedslag”) och metaforer (”hon föll pladask”).
Mittendelen av novellen berättas i förstapersonsperspektiv av doktorn och detta är även en flashback.

## Placering i tid
När novellen skrevs var den skriven i nutid, d.v.s. 1880-tal. Det är tydligt genom att undersöka värdet av pengarna som används under novellens gång: Halmfläterskan gav Chouquet 2300 franc (ca 3300 SEK), vilket i 2015 års penningvärde motsvarar ungefär 188 000 SEK.